# Želimir Terkeš
Želimir Terkeš (ur. 8 stycznia 1981 w Čapljinie) – bośniacki piłkarz grający na pozycji napastnika. W sezonie 2007-08 pierwszej ligi chorwackiej strzelił 24 goli i został królem strzelców ligi chorwackiej.